# Christoph Lehmann (Musiker)
Christoph Lehmann (* 7. Mai 1947 in Peking; † 31. August 2024 in Gelting) war ein deutscher Organist, Cembalist und Kirchenmusiker im Bereich Neues Geistliches Lied.

## Werdegang
Lehmann studierte Kirchenmusik in Berlin (A-Examen) und Cembalo bei Hugo Ruf in Köln.
Von 1972 bis 1984 war er Kirchenmusiker an der Thomaskirche Düsseldorf, daneben Theatermusiker in Düsseldorf, Bochum, Bonn und Aachen. Ab 1985 war er Organist und Cembalist im Bereich Alte Musik.
Er komponierte zahlreiche Neue Geistliche Lieder.
Christoph Lehmann ist nicht identisch mit dem gleichnamigen ehemaligen Kantor an St. Stephan in Tangermünde.

## Werke
- Wir werden leben, überleben. (Text: Alois Albrecht)
- Komm, lass diese Nacht nicht enden. (1977; Text: Hans-Jürgen Netz)
- Ich lobe meinen Gott, der aus der Tiefe mich holt. (1979; Text: Hans-Jürgen Netz)
- Durch das Dunkel hindurch. (1987; Text: Hans-Jürgen Netz)
- Da berühren sich Himmel und Erde. (Wo Menschen sich vergessen) (1989; Text: Thomas Laubach)
- Alles was atmet. (1987; Text: Hans-Jürgen Netz)
- Lass uns den Weg der Gerechtigkeit gehn. (1983; gemeinsame Übersetzung aus dem Spanischen mit Diethard Zils; Melodie: Cristóbal Halffter)